# 88
| 88                 |
| ------------------ |
| Dødsfald - Fødsler |
|                    |

| Gregoriansk kalender | 88 LXXXVIII             |
| Ab urbe condita      | 841                     |
| Armensk kalender     | I/T                     |
| Kinesiske kalender   | 2784 – 2785 丁亥 – 戊子 |
| Etiopisk kalender    | 80 – 81                 |
| Jødisk kalender      | 3848 – 3849             |
| Hindukalendere       |                         |
| - Vikram Samvat      | 143 – 144               |
| - Shaka Samvat       | 10 – 11                 |
| - Kali Yuga          | 3189 – 3190             |
| Iransk kalender      | 534 BP – 533 BP         |
| Islamisk kalender    | 551 BH – 550 BH         |

Se også 88 (tal)